# Michael Nanchoff
Michael Nanchoff (North Royalton, 23 settembre 1988) è un ex calciatore statunitense, di ruolo centrocampista.

## Carriera
Ha giocato nella massima serie statunitense.

## Statistiche

### Presenze e reti nei club
| Stagione                   | Squadra                    | Campionato                 | Campionato | Campionato | Coppe nazionali | Coppe nazionali | Coppe nazionali | Coppe continentali | Coppe continentali | Coppe continentali | Altre coppe | Altre coppe | Altre coppe | Totale | Totale |
| Stagione                   | Squadra                    | Comp                       | Pres       | Reti       | Comp            | Pres            | Reti            | Comp               | Pres               | Reti               | Comp        | Pres        | Reti        | Pres   | Reti   |
| -------------------------- | -------------------------- | -------------------------- | ---------- | ---------- | --------------- | --------------- | --------------- | ------------------ | ------------------ | ------------------ | ----------- | ----------- | ----------- | ------ | ------ |
| 2011                       | Vancouver Whitecaps        | MLS                        | 5          | 0          | CC              | 0               | 0               |                    | -                  | -                  |             | -           | -           | 5      | 0      |
| 2012                       | Vancouver Whitecaps        | MLS                        | 9          | 0          | CC              | 2               | 0               |                    | -                  | -                  |             | -           | -           | 11     | 0      |
| Totale Vancouver Whitecaps | Totale Vancouver Whitecaps | Totale Vancouver Whitecaps | 14         | 0          |                 | 2               | 0               |                    | -                  | -                  |             | -           | -           | 16     | 0      |
| mar.-lug. 2013             | Portland Timbers           | MLS                        | 1          | 0          | USOC            | 1               | 1               |                    | -                  | -                  |             | -           | -           | 2      | 1      |
| lug.-nov. 2013             | Jönköpings Södra           | S1                         | 11         | 2          | CS              | 1               | 0               |                    | -                  | -                  |             | -           | -           | 12     | 2      |
| 2014                       | Portland Timbers           | MLS                        | 3          | 0          | USOC            | 0               | 0               | CCL                | 3                  | 1                  |             | -           | -           | 6      | 1      |
| 2015                       | Portland Timbers           | MLS                        | 4          | 0          | USOC            | 1               | 0               |                    | -                  | -                  |             | -           | -           | 5      | 0      |
| Totale Portland Timbers    | Totale Portland Timbers    | Totale Portland Timbers    | 8          | 0          |                 | 2               | 1               |                    | 3                  | 1                  |             | -           | -           | 13     | 2      |
| 2016                       | T.B. Rowdies               | NASL                       | 21         | 0          | USOC            | 0               | 0               |                    | -                  | -                  |             | -           | -           | 21     | 0      |
| 2017                       | T.B. Rowdies               | USL                        | 21+2       | 0          | USOC            | 2               | 0               |                    | -                  | -                  |             | -           | -           | 25     | 0      |
| 2018                       | T.B. Rowdies               | USL                        | 15         | 1          | USOC            | 1               | 0               |                    | -                  | -                  |             | -           | -           | 16     | 1      |
| Totale T.B. Rowdies        | Totale T.B. Rowdies        | Totale T.B. Rowdies        | 59         | 1          |                 | 3               | 0               |                    | -                  | -                  |             | -           | -           | 62     | 1      |
| Totale carriera            | Totale carriera            | Totale carriera            | 92         | 3          |                 | 8               | 1               |                    | 3                  | 1                  |             | -           | -           | 103    | 5      |

## Palmarès

### Club

#### Competizioni nazionali
- Campionato MLS: 1

Portland Timbers: 2015